# Собор Пресвятой Девы Марии Королевы Польши (Варшава)
 Памятник культуры (регистрационные номера 66/1, 66/2 от  1 июля 1965 года)
Костёл Девы Марии, королевы Польши и гетмана польских солдат (пол. kościół pw. NMP Królowej Polski Hetmanki Żołnierza Polskiego) — гарнизонный костёл и кафедральный собор Полевого ординариата Войска Польского в Варшаве.

## История
В 1642 году по распоряжению короля Владислава IV был построен небольшой деревянный храм для ордена пиаристов, посвящённый свв. Приму и Фелициану. В 1651 году пиаристы поместили в нём реликвии мучеников. Привёз их из Рима для Владислава IV член рода Оссолинских.
Костёл сгорел во время битвы со шведами за Варшаву в 1656 году. Король Ян Казимир распорядился отстроить вместо него новый каменный храм. Строительные работы поддерживала вышегродзка стольник Малгожата Котовская.
17 июля 1701 года костёл, выстроенный по проекту Юзефа Фонтаны, был посвящён Богоматери Побеждающей и свв. Прима и Фелициана. Освятил его познанский епископ Миколай Швианцицкий. На алтарях располагались работы Шимона Чеховича и Яна Ержи Плерша. В костёле была размещена икона Милостивой Божьей Матери, покровительницы Варшавы, привезённая из Рима. В настоящее время икона находится в Иезуитском костёле на Светоянской улице.
В 1834 году русский губернатор Иван Паскевич передал костёл Русской православной церкви. В 1835—1837 годах храм был перестроен и адаптирован к православной литургии. Башни дополнились луковицами, убран барочный декор храма, на башнях повешены колокола, отлитые из пушек, отбитых у поляков во время ноябрьского восстания. Храм пиаристов был переименован в Собор Св. Троицы, кафедру варшавско-новогеоргиевской епархии.
После восстановления независимости, в 1919 году, польские власти вернули костёл католикам и предназначили его для кафедры Войска Польского. 5 февраля 1919 года папа римский Бенедикт XV назначил епископа Станислава Галла викарным епископом Войска Польского. В 1923—1927 годах под руководством профессора Оскара Сосновского костёлу было возвращено барочное убранство. В годы немецкой оккупации костёл принадлежал немецким католикам и их клиру.
Во время войны был сильно повреждён. Восстановлен в 1946—1960 годах под руководством Леона Марка Сузина. Затем передан генеральному деканату Войска Польского. 21 января 1991 года опубликована булла, восстанавливающая Полевой Ординариат. Храм получил статус Полевой кафедры Войска Польского с посвящением Пресвятой Деве Марии, королеве Польши.
Во время войны уцелела фигура Девы Марии, Королевы Польши, которая была накрыта гетманским плащом 15 августа 1994 года епископом Славоем Лешеком Глудзем. В костёле находятся органы XIX века и образа работы Михаэля Вильманна. С левой стороны располагается Мавзолей защитников отечества, а с правой — Катынская часовня.

## Катынская часовня-мавзолей
Часовня создана по инициативе полевого епископа Войска Польского дивизионного генерала Славоя Лешека Глудзя, в память жертв Катыни — жителей Польши, в большинстве офицеров и полицейских.
Освящение в присутствии членов семей жертв расстрелов провёл примас Польши кардинал Юзеф Глемп 15 сентября 2002 года.
Авторы проекта часовни — архитекторы Конрад Куча-Кучиньский и Анджей Миклашевский. Некоторые элементы часовни выполнены скульптором Мареком Модерау.
Центральным элементом часовни является стена из каррарского мрамора, на которой изображена Мадонна в ореоле, выложенном из пуговиц от мундиров и шинелей, найденных при вскрытии захоронений в Катыни, Медном и Харькове. Икона Катынской Богоматери — это небольшой образ, размером 8 см × 12 см, вырезанный на сосновой доске, с вырезанной же надписью на обороте: «Козельск. 28.02.1940 года». Образ изготовил поручик Генрик Гореховский, вскоре после этого погибший в катынском лесу, икону сохранил его сын, также офицер ВП.
Над образом находится барельеф польского орла, выполненный из серебра и янтаря Мариюшем Драпиковским из Гданьска. Ниже расположен барельеф креста Virtuti Militari. На алтаре, в серебряной раке, находятся останки жертв Катыни, привезённые с места казни.
На боковых стенах написаны имена около 15 тысяч офицеров и полицейских, погибших в Катыни, Медном и Харькове, а также таблички с именами 3435 польских граждан из Украинского катынского списка, место захоронения которых так и не обнаружено. На стенах оставлены около 7 тысяч мест для имён жертв, которые на данный момент не идентифицированы. Также в часовне захоронены останки Людвика Шиманьского, обнаруженные др. Хельге Трамсеном и вывезенные в Копенгаген как доказательство преступления для Института судебной медицины.
15 августа 2010 года в часовне открыта мемориальная доска, посвящённая жертвам катастрофы президентского самолёта, в неё вмурована стеклянная урна с землёй с места аварии.

## Музей польского ординариата
В подземном музее (вход возле катынской часовни), открытом 9 декабря 2010 года, размещается выставка, экспозиция которой охватывает период польской истории от Мешко I до наших дней.

## Памятники культуры
К памятникам культуры относятся:
- Комплекс монастыря пиаристов
- Костёл Девы Марии, королевы Польши (№ 66/1 1.07.1965)
- Каменная пристройка монастыря (№ 66/2 1.07.1965)

## Похороненные в костёле
При перестройке костёла в православную церковь, захоронения были перенесены на Повонзковское кладбище и тайно похоронены. Ранее в костёле были захоронены:
- Матей Казимир Сарбевский
- пиаристы, связанные с Collegium Nobilium и Эдукационной комиссией
- Станислав Конарский
- Онуфрий Копчинский
- Теодор Вага и др.